# Abetti (månekrater)
Abetti er et nedslagskrater på Månen, beliggende på den nordlige halvkugle på Månens forside. Det er næsten helt blevet begravet af mare-lava og danner derfor et spøgelseskrater i overfladen, som kun viser en buet forhøjning, hvor kraterranden findes. Det er opkaldt efter Antonio Abetti (1846-1928) og Giorgio Abetti (1882-1982). Navnet blev officielt tildelt af den Internationale Astronomiske Union (IAU) i 1976. 
Der er dog lidt uklarhed om, hvilken dannelse i området, den Internationale Astronomiske Union har tildelt navnet Abetti. 

## Omgivelser
Abetti ligger i den sydøstlige udkant af Mare Serenitatis og vest for Mons Argaeus-bjerget.

## Karakteristika
Dette krater er almindeligvis kun synligt, når det belyses i en lille vinkel.

## Måneatlas
- Billeder af Abettikrateret i LPI-måneatlasset